# Order Republiki (Mołdawia)
Order Republiki (rum. Ordinul Republicii) – jednoklasowe, najwyższe odznaczenie mołdawskie ustanowione przez Parlament Republiki Mołdawii w 1992 roku. Nadawany jest przez prezydenta za wybitne zasługi na rzecz Mołdawii i ludzkości .

## Odznaka
Wykonaną ze srebra odznakę orderu stanowi gwiazda o średnicy 45 mm, której osiem głównych pozłacanych promieni jest rozdzielonych ośmioma srebrnymi wiązkami drobniejszych promieni. W jej centrum umieszczony jest medalion z wytłoczonym ze złota herbem Mołdawii, którego tarcza została pokryta czerwoną i niebieską emalią. Gwiazda noszona jest na łańcuchu o długości 800 mm wykonanym z ośmiu gwiazd ośmiopromiennych, sześciu flag Mołdawii i szesnastu gałązek laurowych . Do 2005 odznakę orderową wieszano na wstędze w kolorach flagi mołdawskiej o szerokości 20 mm i długości 850 mm  .

## Statystyki nadań
| Prezydent Mołdawii | Prezydent Mołdawii | Lata urzędowania | Liczba odznaczonych |
| ------------------ | ------------------ | ---------------- | ------------------- |
|                    | Mircea Snegur      | 1990–1997        | 104                 |
|                    | Petru Lucinschi    | 1997–2001        | 59                  |
|                    | Vladimir Voronin   | 2001–2009        | 74                  |
|                    | Mihai Ghimpu       | 2009–2010        | 133                 |
|                    | Vlad Filat         | 2010             | 0                   |
|                    | Marian Lupu        | 2010–2012        | 24                  |
|                    | Nicolae Timofti    | 2012–2016        | 307                 |
|                    | Igor Dodon         | 2016–            | 0                   |
| Razem              | Razem              | Razem            | 965                 |

## Odznaczeni
Wśród odznaczonych Orderem Republiki jest również prezydent Polski Bronisław Komorowski .